# Tống Văn Băng
Tống Văn Băng (sinh ngày 17 tháng 7 năm 1974) là chính trị gia nước Cộng hòa xã hội chủ nghĩa Việt Nam. Ông hiện là Đảng ủy viên, Trưởng Ban Tổ chức Tổng Liên đoàn Lao động Việt Nam, Ủy viên Ủy ban Pháp luật của Quốc hội, Đại biểu Quốc hội khóa XV từ Hải Phòng. Ông từng là Thành ủy viên, Chủ tịch Liên đoàn Lao động thành phố Hải Phòng.
Tống Văn Băng là đảng viên Đảng Cộng sản Việt Nam, học vị Cử nhân tiếng Anh, Thạc sĩ Luật Quốc tế, Cao cấp lý luận chính trị. Ông có khởi đầu từ nghề giáo trường đại học rồi chuyển sang ngành công đoàn Việt Nam.

## Xuất thân và giáo dục
Tống Văn Băng sinh ngày 17 tháng 7 năm 1974 tại xã An Hòa, huyện An Hải, nay là huyện An Dương, thành phố Hải Phòng. Ông lớn lên và tốt nghiệp phổ thông ở Hải Phòng, học đại học ngoại ngữ và tốt nghiệp hai bằng gồm Cử nhân tiếng Anh và Cử nhân Luật Quốc tế, sau đó học cao học và nhận bằng Thạc sĩ Luật Quốc tế. Ông được kết nạp Đảng Cộng sản Việt Nam vào ngày 14 tháng 3 năm 2001 tại Trường Đại học Hàng hải Việt Nam, trở thành đảng viên chính thức sau đó 1 năm, từng theo học các khóa chính trị ở Học viện Chính trị Quốc gia Hồ Chí Minh và tốt nghiệp Cao cấp lý luận chính trị. Hiện ông thường trú ở phường Đằng Giang, quận Ngô Quyền, Hải Phòng.

## Sự nghiệp
Tháng 11 năm 1998, sau khi hoàn thành chương trình đại học và cao học, Tống Văn Băng được tuyển dụng vào Trường Đại học Hàng hải Việt Nam, bắt đầu công tác ở vị trí Giảng viên Luật, Bộ môn Luật Hàng hải. Tháng 9 năm 2002, ông vừa giảng dạy, vừa công tác thanh niên, được bầu làm Bí thư Đoàn Thanh niên Cộng sản Hồ Chí Minh Trường Đại học Hàng hải Việt Nam, Ủy viên Ban Chấp hành Thành đoàn Hải Phòng khóa X, nhiệm kỳ 2002–2007, và Ủy viên Ban Chấp hành Đảng bộ Trường. Hết nhiệm kỳ khóa X, ông chuyển sang ngành công đoàn, được bổ nhiệm làm Phó Chủ tịch Công đoàn Trường Hàng hải, bầu làm Ủy viên Ban Chấp hành Liên đoàn Lao động thành phố khóa XII, nhiệm kỳ 2008–2013, và đồng thời là Phó Giám đốc Trung tâm Đào tạo và Giới thiệu việc làm của trường. Kết thúc nhiệm kỳ ở trường, vào tháng 5 năm 2013, ông được bầu vào Ban Thường vụ, là Chủ nhiệm Ủy ban Kiểm tra Liên đoàn Lao động thành phố khóa XIII, nhiệm kỳ 2013–2018, và cũng là Ủy viên Ủy Ban Kiểm tra Tổng Liên đoàn Lao động Việt Nam. Sau đó ông chuyển sang làm Trưởng Ban Tổ chức Liên đoàn Lao động thành phố từ tháng 5 năm 2015, rồi Phó Chủ tịch thường trực Liên đoàn Lao động thành phố từ tháng 7 năm 2016.
Tháng 6 năm 2018, Tống Văn Băng được bầu làm Ủy viên Ban Chấp hành Tổng Liên đoàn Lao động Việt Nam, Bí thư Đảng đoàn, Bí thư Đảng ủy cơ quan, Chủ tịch Liên đoàn Lao động thành phố Hải Phòng. Ông được bầu bổ sung vào Ban Chấp hành Đảng bộ thành phố trong năm 2018, đến tháng 10 năm 2020 thì tái đắc cử Thành ủy viên tại Đại hội Đảng bộ thành phố Hải Phòng lần thứ XVI, nhiệm kỳ 2020–2025. Năm 2021, với sự giới thiệu của Đảng ủy, ông tham gia ứng cử đại biểu quốc hội, tại đơn vị bầu cử số 1 gồm quận Hồng Bàng, Lê Chân, huyện Thủy Nguyên, Cát Hải, Bạch Long Vĩ, rồi trúng cử Đại biểu Quốc hội khóa XV với tỷ lệ 90,59%. Trong khóa này, ông cũng là Ủy viên Ủy ban Pháp luật của Quốc hội. Vào ngày 29 tháng 8 năm 2022, ông được miễn nhiệm công tác tại Hải Phòng, được bổ nhiệm làm Trưởng Ban Tổ chức Tổng Liên đoàn Lao động Việt Nam.